# William McDougall
Pour les articles homonymes, voir William McDougall.
William McDougall (1831-3 mars 1886) fut un avocat et homme politique fédéral du Québec.

## Biographie
Né en Écosse, il s'installa au Bas-Canada avec sa famille durant sa jeunesse. Nommé au Barreau du Bas-Canada en 1851, il devint député du Parti conservateur dans la circonscription fédérale de Trois-Rivières lors d'une élection partielle déclenchée après la démission de Louis-Charles Boucher de Niverville en 1868. Réélu en 1872, 1874 et en 1878, il démissionna en 1878. 
En 1873, il fut nommé au Conseil de la Reine. Il servit aussi comme directeur du chemin de fer Philipsburg, Farnham et Yamaska. Nommé juge à la Cour supérieure du Québec en 1880 pour le district d'Ottawa, il mourut à Aylmer en 1886 à l'âge de 55 ans.
Sa fille, Alice épousa James Klock qui fut député de Nipissing en Ontario.